# Zhao Yiman

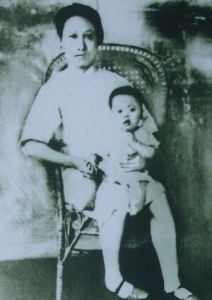
Zhao Yiman y su hijo Ning'er.

Zhao Yiman (octubre de 1905 –2 de agosto de 1936) fue una combatiente china contra el Ejército Imperial Japonés en el noreste de China, ocupado por el estado títere japonés de Manchukuo. Fue capturada y ejecutada por las fuerzas japonesas en 1936. En China se la ha llegado a considerar una heroína nacional. En 1950 se rodó una película sobre su vida. La película de 2005 My Mother Zhao Yiman se basó en el recuerdo que tenía su hijo de ella.

## Biografía
Zhao nació como Li Kuntai (李坤泰) en el seno de una rica familia de la provincia de Sichuán, en octubre de 1905.
Se unió al Partido Comunista de China en 1926. Un año después, en septiembre de 1927, viajó a la Unión Soviética para estudiar en la Universidad Sun Yat-sen de Moscú. Casada con su camarada Chen Dabang (陈达邦), regresaron a China en el invierno de 1928, y participaron en una red clandestina comunista en Shanghái, y luego en la provincia de Jiangxi. Después del Incidente de Mukden fue enviada al noreste de China para iniciar la lucha contra la ocupación japonesa. Cambió su nombre a Zhao Yiman para evitar implicar a su familia. 
En noviembre de 1935, el Ejército Imperial Japonés y las tropas de Manchukuo rodearon al 2.º Regimiento del 3.º Ejército del Noreste, que a su vez formaba parte del Ejército Unido Antijaponés. Zhao Yiman, quien era comisaria política del regimiento, resultó gravemente herida. Varios días más tarde, los japoneses encontraron a Zhao en una granja donde se recuperaba. En la lucha subsiguiente, fue herida de nuevo y capturada. Zhao fue torturada después de una discusión con los interrogadores. En vista de su valor político, los japoneses la enviaron a un hospital para recibir tratamiento. En el hospital, Zhao persuadió a Han Yongyi, una enfermera, y a Dong Xianxun, un guardia, para ayudarla a escapar. Logró evadirse del hospital, pero sería capturada nuevamente por los japoneses a no mucha distancia de la base guerrillera, y sufriría aún más torturas por su intento de fuga.

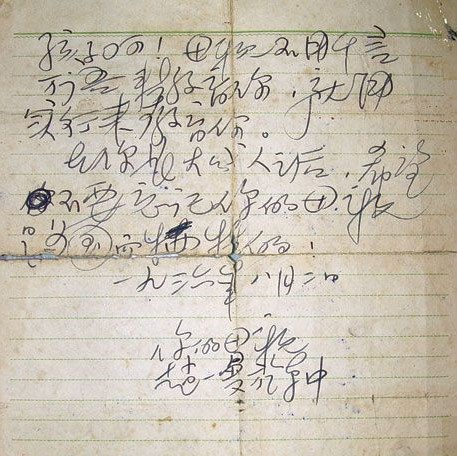
Carta final de Zhao Yiman a su hijo. Se lee: "Mi niño, mamá no te va a educar con palabras, sino con acción. Cuando seas mayor, no olvides a tu madre sacrificada por el país!".

Fue ejecutada por los japoneses el 2 de agosto de 1936. Antes de su ejecución, escribió una carta de despedida a su hijo Ning'er (nombre formal, Chen Yexian), el cual la sobrevivió. El guardia que ayudó a Zhao a huir, Dong, pronto murió también en prisión después de haber sido torturado.

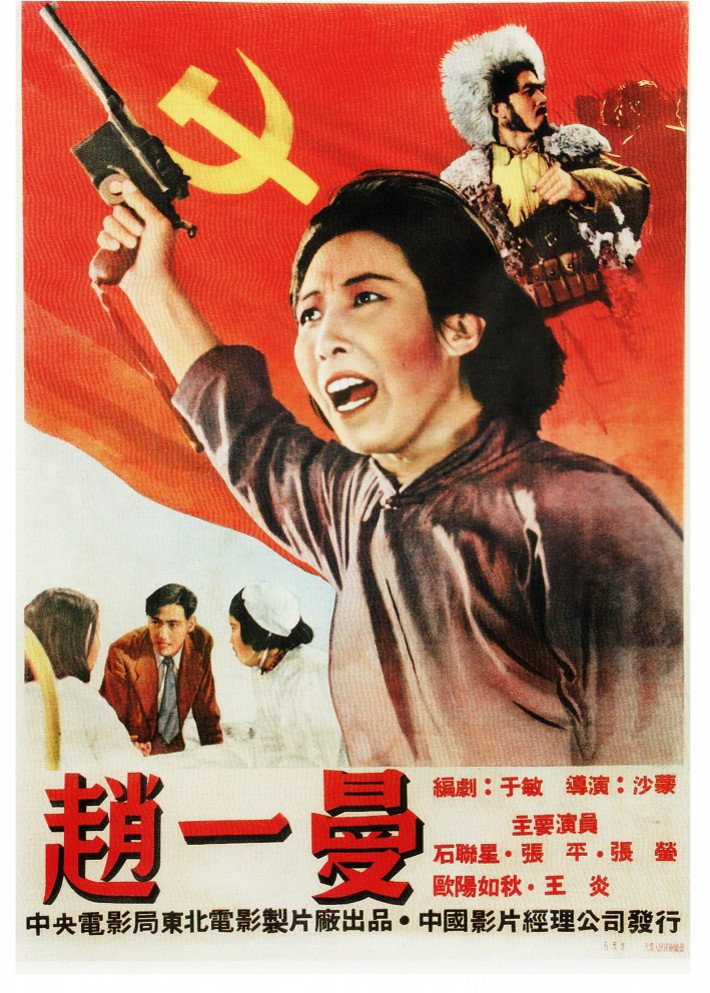
Cartel de la película de 1950 Zhao Yiman, protagonizada por Shi Lianxing.